# 比施贝格
比施贝格是德国巴伐利亚州的一个市镇。总面积17.55平方公里，总人口6003人，其中男性2991人，女性3012人（2011年12月31日），人口密度342人/平方公里。

## 友好城市
- 法國 布列塔尼地区蒙托邦